# Драненко Григорій Опанасович
Григорій Опанасович Дране́нко (нар. 26 жовтня 1886, Рогань — пом. 1 лютого 1944, Щакова) — український композитор.

## Біографія
Народився 14 [26] жовтня 1886 року в селі Рогані (нині селище міського типу в Харківській області, Україна). До 1905 року навчався і працював у військових духових оркестрах. 1917 року закінчив Московську консерваторію (клас теорії професора Олександра Ільїнського).
З 1920 року тривалий час грав у складі симфонічних та духових оркестрів у Харкові. З 1926 року почав писати музику. Упродовж 1931—1933 років працював композитором на радіомовленні. У 1942 році викладав у Харківській консерваторії, у 1943 році працював хормейстером у Харківському театрі, з яким виїхав на захід. Помер 1 лютого 1944 року у польському місті Щакова (нині у складі міста Явожно).

## Творчість
Для репертуару українських духових оркестрів написав:
- марші «Вперед», «Весняний марш», «Жалобний марш» (1928, за твором Миколи Леонтовича);
- 1-шу українську рапсодію на фольклорні мотиви (1928);
- «Фантазію на тему гопака» (1934);
- «Сюїту на українські теми», «Прелюдію» та інше.

Створив:
- для симфонічного оркестру поему «Вій», «Менует», «Концертну фантазію»;
- для струнного квартету — «Скерцо» і дві фуги;
- хорові твори й солоспіви (зокрема на слова Тараса Шевченка);
- музику до театральних постановок п'єс «Безталанна» Івана Карпенка-Карого і «Катерина» за Тарасом Шевченком.